# 临澧县人民政府
29°26′50″N 111°39′15″E / 29.447361°N 111.654054°E
临澧县人民政府（简称临澧县政府）是中华人民共和国湖南省常德市临澧县的行政管理机关。现任县长是胡彬彬，2022年3月上任。

## 沿革

### 反腐败工作
2006年5月，李大伦接受湖南省纪委查处，2007年1月26日，李大伦涉嫌受贿1434万元，另有1765万元不能说明来源，长沙市人民检察院向长沙市中级人民法院提起公诉。2008年11月20日，长沙市中级人民法院一审判处李大伦死刑，缓期两年执行，剥夺政治权利终身，并且处没收个人全部财产。
2020年6月，谭本仲涉嫌“严重违纪违法”接受湖南省纪委湖南省监察委员会纪律审查和监察调查，11月30日，谭本仲遭到开除党籍、开除公职（双开）处分。2022年12月，中央纪委国家监委宣布“10起违反中央八项规定精神典型问题进行公开通报”，谭本仲判处无期徒刑，剥夺政治权利终身，并且处没收个人全部财产。

## 历任县长
| 姓名   | 就任日期   | 卸任日期   | 备注   |
| ------ | ---------- | ---------- | ------ |
| 李大伦 |            | 1992年9月  | [ 1 ]  |
| 刘春林 | 1992年     | 1998年8月  | [ 4 ]  |
| 黄清宇 | 2005年9月  | 2006年11月 | [ 5 ]  |
| 谭本仲 | 2006年11月 | 2009年8月  | [ 6 ]  |
| 王学武 | 2009年8月  | 2011年12月 | [ 7 ]  |
| 杨天生 | 2011年12月 | 2015年12月 | [ 8 ]  |
| 蒋颖群 | 2016年2年  | 2022年3月  | [ 9 ]  |
| 胡彬彬 | 2022年3月  |            | [ 10 ] |